# Myszarka skalna
Myszarka skalna (Apodemus mystacinus) – gatunek gryzonia z rodziny myszowatych.

## Występowanie
Zamieszkuje wysokości do 2700 m n.p.m. Można go spotkać na niektórych wyspach Morza Egejskiego, na wschód przez Turcję i Gruzję do Izraela, Libanu oraz północnego Iraku oraz w Grecji, Serbii i Kosowie. Siedliskami są głównie lasy na skalistych obszarach z małą ilością trawy i krzewów.

## Tryb życia
Gatunek nocny, żywiący się szarańczynem strąkowym, ziarnami, nasionami sosny, ślimakami, a także owadami.

## Zagrożenia
Populacja tego gatunku jest stabilna i nie ma większych zagrożeń.